# Baschet la Jocurile Olimpice de vară din 1956
Probele sportive de baschet la Jocurile Olimpice de vară din 1956 s-au desfășurat în perioada 22 noiembrie - 1 decembrie 1956, la Melbourne în Australia. Au fost 16 echipe masculine, din 15 țări, formând un total de 174 de participanți. Podiumul a fost ocupat de către Statele Unite ale Americii, Uniunea Sovietică, respectiv Uruguay, la fel ca și în ediția din 1952.

## Medaliați
| Categorie | Aur | Argint | Bronz |
| Masculin  | Statele Unite ale Americii Carl Cain Bill Hougland K.C. Jones Bill Russell James Walsh William Evans Burdette Haldorsson Ronald Tomsic Richard Boushka Gilbert Ford Robert Jeangerard Charles Darling | Uniunea Sovietică Valdis Muizhniek Maigonis Valdmanis Vladimir Torban Stasis Stonkus Kazys Petkevičius Arkadi Bochkarev Janis Krumins Mikhail Semyonov Algirdas Lauritenas Yuri Ozerov Viktor Zubkov Mikhail Studenetsky | Uruguay Carlos Blixen Ramiro Cortes Héctor Costa Nelson Chelle Nelson Demarco Héctor García Otero Carlos Gonzáles Sergio Matto Oscar Moglia Raúl Mera Ariel Olascoaga Milton Scaron |

## Faza eliminatorie
|  | Semifinale                 | Semifinale                 |    |            | Finala            | Finala |  |
|  |                            |                            |    |            |                   |        |  |
|  |                            |                            |    |            |                   |        |  |
|  | Franța                     | 49                         |    |            |                   |        |  |
|  | Uniunea Sovietică          | 56                         |    |            |                   |        |  |
|  |                            |                            |    |            |                   |        |  |
|  |                            |                            |    |            |                   |        |  |
|  |                            |                            |    |            | Uniunea Sovietică | 55     |  |
|  |                            | Statele Unite ale Americii | 89 |            |                   |        |  |
|  |                            |                            |    |            |                   |        |  |
|  |                            |                            |    |            |                   |        |  |
|  |                            |                            |    |            | Finala mică       |        |  |
|  |                            |                            |    |            |                   |        |  |
|  | Uruguay                    | 38                         |    | inexistent | -                 |        |  |
|  | Statele Unite ale Americii | 101                        |    |            | inexistent        | -      |  |